# Estadio Francisco Rivera Escobar
Das Estadio Francisco Rivera Escobar ist ein Fußballstadion in der kolumbianischen Stadt Palmira, das auch über eine Laufbahn für Leichtathletik-Wettkämpfe verfügt. Es bietet Platz für 9.000 Zuschauer und dient dem kolumbianischen Zweitligisten Orsomarso SC sowie dem im Frauen- und Jugendfußball aktiven Verein Generaciones Palmiranas als Heimstätte.

## Geschichte
Das in den 1950er Jahren erbaute Stadion wurde nach einem Arzt benannt. Die erste Profimannschaft, die im Stadion spielte, war América de Cali, das zunächst seine Heimspiele 1954 in Palmira austrug und später noch mehrfach wegen Umbauarbeiten am Estadio Olímpico Pascual Guerrero in Cali nach Palmira auswich. Seit 1992 haben verschiedene Mannschaften der zweiten kolumbianischen Liga das Estadio Francisco Rivera Escobar als Heimstadion verwendet: Palmira FC, Univalle, Expreso Palmira und Deportes Palmira. Seit 2016 spielt mit Orsomarso SC wieder ein Verein aus Palmira in der zweiten kolumbianischen Liga. Das Stadion ist außerdem das Heimstadion des Frauenfußballclubs Generaciones Palmiranas, der 2016 Meister wurde und an der Copa Libertadores Femenina 2016 teilnahm. An der ersten Saison der Liga Profesional Femenina Kolumbiens nahm 2017 die Frauenfußballabteilung von Orsomarso SC teil.

## Umbau und Renovierungen
Von 2012 bis 2015 wurde das Stadion in seiner Baustruktur verstärkt und zudem die Leichtathletik-Laufbahn erneuert.
Ab 2017 wird das Stadion erweitert. Die Kapazität nach dem Umbau soll bei 16.500 Zuschauern liegen.